# New Providence, New Jersey
New Providence är en ort i Union County i delstaten New Jersey, USA.